# 灣子頭
灣子頭，原寫為灣仔頭，是臺灣高雄市鳳山區的一個傳統地域名稱，位於該區東部偏南。相較於今日行政區，其範圍大致包括誠智里南南東方向半部、誠義里不含北部最東側凸出部分暨其鄰近地區及西南端、生明里南部、過埤里北大半部不含其西部邊界地帶及東部邊界地帶的中央一小段。
本地區設有中正國防幹部預備學校、誠正國小（部分）。

## 歷史
台灣日治初期，灣子頭地區為一街庄，稱為「灣仔頭庄」（舊制街庄），隸屬於鳳山上里。該庄昔日北與竹仔腳庄為鄰，東與山仔頂庄、拷潭庄為鄰，南邊為過埤仔庄，西邊為七老爺庄、道爺廍庄。
1901年（日治明治三十四年）11月11日，全台廢縣廳改設二十廳，該庄隸屬於鳳山廳。1904年（明治三十七年）5月3日，該庄編入「空地仔區」，隸屬於鳳山廳。1909年（明治四十二年）10月25日，全台合併二十廳為十二廳，空地仔區改隸屬於臺南廳。1920年（大正九年）10月1日，全台地方制度大改正，廢十二廳改設五州二廳，該庄改制並雅化為「灣子頭」大字，隸屬於高雄州鳳山郡鳳山街（新制街庄）。
戰後鳳山街改制為鳳山鎮，隸屬於高雄縣，大字亦改制為里。1950年（民國39年）10月1日，高、屏分治，鳳山鎮仍隸屬於高雄縣。1972年（民國61年）7月1日，鳳山鎮升格為鳳山市。2010年（民國99年）12月25日，高雄縣、市合併為直轄高雄市，鳳山市改制為鳳山區。

## 聚落
本地區發展較早的聚落為想思林（已消失）、山仔腳（已消失），在日治初期的官方地圖上已有記載。

## 交通
市道183甲線是第三號橋至頂庄的道路，經過本地區中西部。由該道路北行可前往鳳山市區，並止於市道183號路口；南行可前往過埤子地區，並止於中安路路口。
區道高69-1線是前鎮至灣仔頭的道路，其東側端點（終點）位於本地區西部邊界地帶的河堤街路口。

## 學校
- 中正國防幹部預備學校
- 誠正國小（部分）